# Solstice (Britse progressieve-rockband)
Solstice is/was een Britse muziekgroep. Zij speelde folkrock en kende enige populariteit in de jaren tachtig.
De band werd in 1980 opgericht door gitarist Andy Glass. Hun eerste album is opgenomen onder leiding van Nigel Mazlyn Jones. Na een aantal personele wisselingen hield de band er in 1985 weer mee op. In de jaren '00 kwam de band weer enigszins in het muzikale nieuws door heruitgaven van hun vroegere werk. Dat leidde tot opname van het albums Spirit  en Prophecy, dat werd uitgegevens door Esoteric Antenna, een platenlabel voor bands binnen de progressieve rock en folkrock die een reünie doormaakten. De band heeft in haar korte bestaan een grote lijst aan leden gekend. Bekendste daarin was Clive Bunker, hij speelde bij Jethro Tull, Manfred Mann en Robin Trower. Na het album Prophecy werd het wederom stil rond Solstice tot 2020.

## Discografie
- 1984: Silent dance
- 1993: New life
- 1997: Circles
- 2002: The Cropredy set (live)
- 2010: Spirit
- 2011: Kindred spirits (live)
- 2013: Prophecy
- 2020: Sia
- 2022: Light up
- 2025: Clann